# Pteronotropis stonei
Pteronotropis stonei är en fiskart som först beskrevs av Fowler 1921.  Pteronotropis stonei ingår i släktet Pteronotropis och familjen karpfiskar. Inga underarter finns listade i Catalogue of Life.